# Leningrad (film)
Attack on Leningrad (Atacul asupra Leningradului) sau Leningrad  este un film de război ruso-britanic din 2009 scris și regizat de Aleksandr Buravski, care are loc în timpul Asediului Leningradului.

## Rezumat
În 1941, Germania Nazistă a invadat Uniunea Sovietică, iar trupele sale au asediat orașul Leningrad. Un grup de jurnaliști străini este adus cu avionul doar pentru o zi pentru a scrie reportaje. Despre jurnalista Kate Davis (Mira Sorvino) se crede că a decedat între-un raid aerian german și avionul pleacă fără aceasta.
Singură în oraș, Kate este ajutată de Nina Țvetkova (Olga Sutulova), o tânără polițistă idealistă. Împreună luptă pentru supraviețuirea lor, dar și a celorlalți din Leningrad.

## Distribuție
- Gabriel Byrne - Phillip Parker
- Mira Sorvino - Kate Davis
- Aleksandr Abdulov - Chigasov
- Vladimir Ilyin - Malinin
- Mihail Yefremov - Omelchenko
- Mihail Trukhin - Vernik
- Yevgeni Sidikhin - Korneyev
- Olga Sutulova - Nina Țvetkova
- Kirill Lavrov - crainic radio
- Armin Mueller-Stahl - feldmareșalul Wilhelm Ritter von Leeb
- Alexander Beyer - Walter Hoesdorff
- Yevgeny Stychkin - Kapitsa
- Valentina Talyzina - Valentina

## Producție
Este unul dintre cele mai scumpe și mai mari proiecte de film rusesc. O versiune de două ore pentru cinema și opt episoade ale unui film de televiziune au fost filmate simultan. 
Filmările au loc la Sankt Petersburg, Londra și Budapesta, cu scene mari de luptă și efecte speciale. 

## Primire
Istoricii, criticii și bloggerii consideră filmul plin de stereotipuri false sau ca o „bandă desenată” despre război. Istoricul Igor Lisochkin de la Sankt Petersburg Vedomosti notează: Puțin, foarte puțin, creatorii filmului știu despre război și blocada [orașului]. Aparent, ei nu au studiat lucrări istorice pe această temă. Și erau oameni care să le spună ce și cum s-a întâmplat cu adevărat atunci. Așa că au umplut ecranul cu propriile lor presupuneri, Dumnezeu știe de unde le-au adunat.  Istoricul Grigori Pernavski în articolul „Leningrad” a făcut o analiză detaliată a numeroaselor inexactități și falsificări.